# Acacia araneosa
Acacia araneosa é uma espécie de leguminosa do gênero Acacia, pertencente à família Fabaceae.